# 牛津大學佛教研究中心
牛津大學佛教研究中心（英語：Oxford Centre for Buddhist Studies，縮寫：OCBS）是博登梵語教授理查德·貢布里希在2004年創建的研究中心，是牛津大學已認可的獨立中心。
該中心主要研究佛教，與牛津大學的東方研究系以及人類學、神學系有聯繫。
該研究中心每年都舉辦系列講座和研討會。

## 外部連結
- OCBS Website （页面存档备份，存于）
- Oriental Institute, Oxford University